# Круликовский, Ян
Ян Валерий Крулико́вский (пол. Jan Walery Krulikowski; (14 апреля 1820, Варшава, Царство Польское , Российская империя — 11 сентября 1886, там же) — польский актёр и режиссёр варшавской сцены.

## Биография
Сын Юзефа-Францишека Круликовского, юриста, педагога, писателя, историка литературы. В 1835 году безуспешно пытался поступить в театральную школу Кудлича, получив отказ из-за невзрачной внешности и слабого голоса. В дальнейшем, однако, упорно работая над собой, выработал яркий голос и добился лёгкости в движениях.

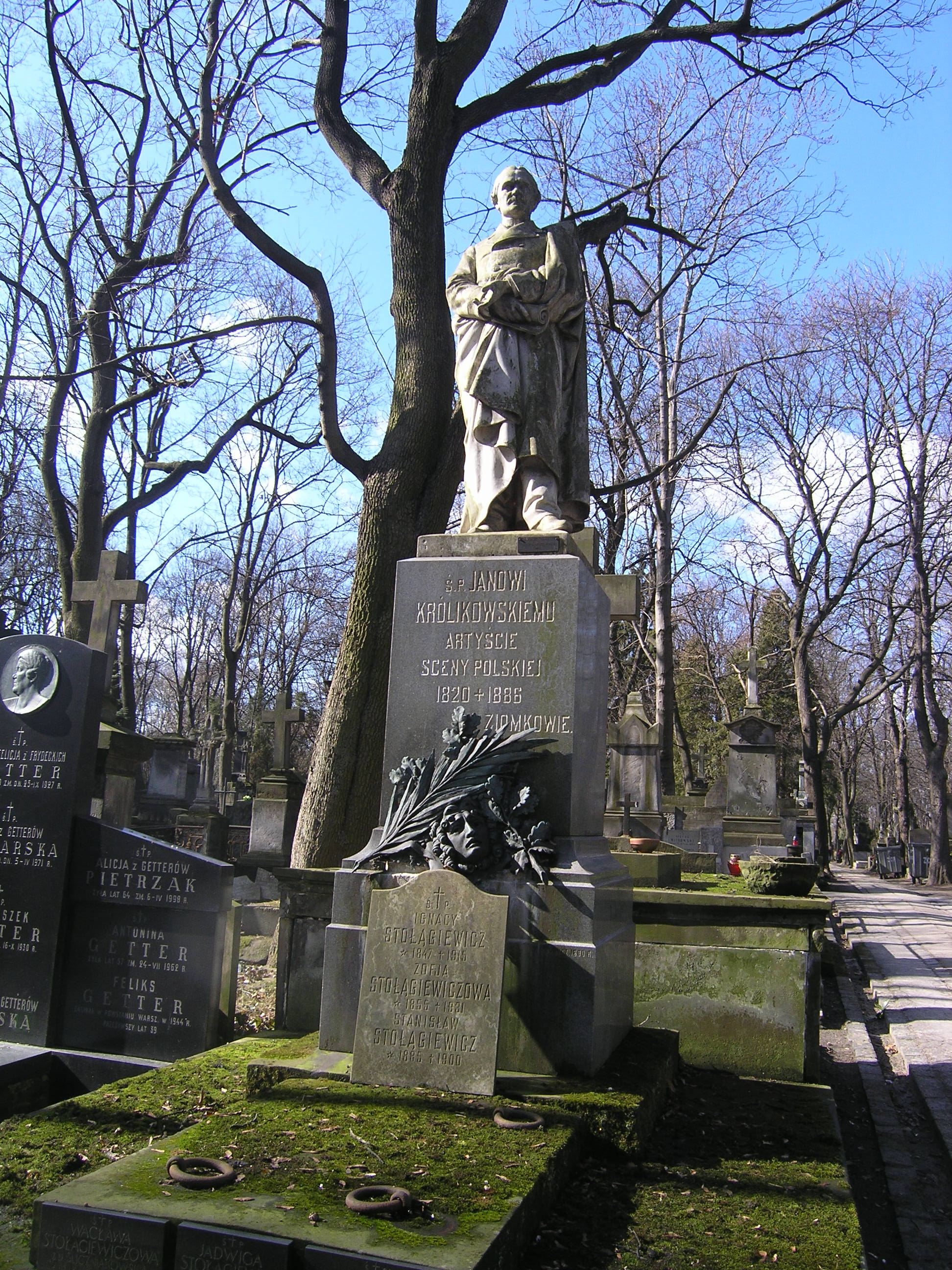
Памятник на могиле Яна Круликовского на кладбище Старые Повонзки в Варшаве

Актёрский дебют Круликовского состоялся в 1836 году в Люблине в пьесе Коцебу «Всезнайка», где он исполнил роль Карла. В 1837—1840 годах он входил в труппу Томаша Хелховского, с которой гастролировал в небольших городах Польши, а с 1840 года служил в Краковском театре. В 1846 году перебрался в Варшаву, в театр «Розмаитости» (филиал Национального театра). В 1851—1861 годах был также режиссёром. Одновременно со сценической деятельностью с 1848 по 1852 год преподавал в Варшавской драматической школе.
В своей работе над сценическими образами Круликовский отошёл от распространённой в его время гиперболизации изображаемых чувств, создавая реалистичные, глубокие психологические портреты своих героев, чему способствовало также владение гримёрским искусством. Способности Круликовского к перевоплощению позволяли ему совмещать на сцене роли из трагедийного и комедийного репертуара; ему часто поручались роли злодеев. Среди созданных им образов в трагедиях и мелодрамах — Франц Моор и Миллер («Разбойники» и «Коварство и любовь» Шиллера), воевода («Мазепа» Словацкого), Роден («Вечный жид» Мервиля и Маллиана), Гамлет и Шейлок («Гамлет» и «Венецианский купец» Шекспира). Среди ролей комедийного плана — Фигаро в пьесах Бомарше, Гельдхаб и Латка («Пан Гельдхаб» и «Аннуитет» Фредро).